# Emil Erlenmeyer
Richard August Carl Emil Erlenmeyer, conocido simplemente como Emil Erlenmeyer (Taunusstein, 28 de junio de 1825-22 de enero de 1909) fue un químico alemán.
Emil Erlenmeyer fue profesor en el Instituto Politécnico de Múnich entre 1863 y 1883. Sus logros más notables fueron la síntesis de la guanidina y la tirosina, así como la explicación de la estructura de compuestos como la lactona. Conocido además por el matraz de precipitados que lleva su nombre.

## Biografía
Erlenmeyer, nació en Wehen, Ducado de Nassau (hoy Taunusstein, ciudad próxima a Wiesbaden), en 1825, hijo de un pastor protestante. Se matriculó en la Universidad de Giessen para estudiar medicina, pero tras asistir a las conferencias de Justus von Liebig se cambió a química. En el verano de 1846 fue a Heidelberg durante un año y estudió física, botánica y mineralogía, regresando a Giessen en 1847.
Después de servir como asistente de H. Will y luego de Carl Remigius Fresenius, Erlenmeyer decidió dedicarse a la química farmacéutica. Para ello estudió en Nassau, donde aprobó el examen farmacéutico estatal, y poco después adquirió un negocio de botica, primero en Katzenelnbogen y luego en Wiesbaden. Quedó insatisfecho con la farmacia y volvió a la química, terminando su doctorado en Giessen en 1850.
En 1855 se trasladó a Heidelberg para trabajar en la química de fertilizantes en el laboratorio de Robert Bunsen. Como profesor en Múnich entre 1868 a 1883 realizó gran trabajo experimental que incluyó el descubrimiento y síntesis de un buen número de compuestos orgánicos como el ácido isobutírico, en 1865. Además en 1861 inventó el frasco que lleva su nombre, muy utilizado en laboratorios. Fue durante su estancia en Heidelberg que Erlenmeyer se vio influenciado por August Kekulé , cuyas ideas teóricas fue uno de los primeros en adoptar. Fue el primero en sugerir, en 1862, que se podían formar dobles y triples enlaces entre átomos de carbono, e hizo otras contribuciones importantes al desarrollo de las teorías de la estructura molecular.

## Trayectoria
En 1863 se convirtió en profesor asociado de la Universidad de Heidelberg. En 1868, fue contratado como profesor titular en Múnich para hacerse cargo de los laboratorios de la nueva Escuela Politécnica de Múnich, puesto que ocupó hasta su jubilación en 1883.
Su trabajo se centró principalmente en la química teórica, donde sugirió la fórmula estructural del naftaleno. La regla de Erlenmeyer establece que todos los alcoholes en los que el grupo hidroxilo está unido directamente a un átomo de carbono con doble enlace se convierten en aldehídos o cetonas (cf. tautomería ceto-enólica).
Las investigaciones prácticas de Erlenmeyer se centraron principalmente en compuestos alifáticos. En 1859, sintetizó el ácido aminohexoico y procedió a estudiar el comportamiento general de los albuminoides en la hidrólisis. Desarrolló métodos para determinar las cantidades relativas de leucina y tirosina, que se producen durante la degradación de varias sustancias de esta clase, y fue el primero (1860) en comprender la naturaleza del glicuro y sugerir que esta sustancia está relacionada con el glicerol de la misma manera que el ácido metafosfórico con el ácido ortofosfórico. Al año siguiente, estudió la acción del ácido yodhídrico sobre el glicerol y demostró que el producto era yoduro de isopropilo y no de propilo. Sus investigaciones sobre los alcoholes superiores producidos durante la fermentación arrojaron la importante prueba de que estos alcoholes no pertenecen a la serie normal.
Otros trabajos suyos incluyeron el aislamiento del ácido glicólico de uvas verdes (1864), la síntesis de oxalato de sodio calentando formiato de sodio (1868), la hidrólisis del éter a alcohol (1858), la síntesis del ácido fenilláctico (1880), la preparación del ácido pirúvico mediante la destilación del ácido tartárico (1881) y la formación de carboestirilo a partir de quinolina (1885).
Sus investigaciones en la serie aromática incluyen la isomería de los ácidos cinámicos y la síntesis de tirosina a partir de fenilalanina (1882). En 1875, al nitratar el ácido benzoico, Erlenmeyer refutó la opinión predominante de que existen más de tres ácidos nitrobenzoicos.

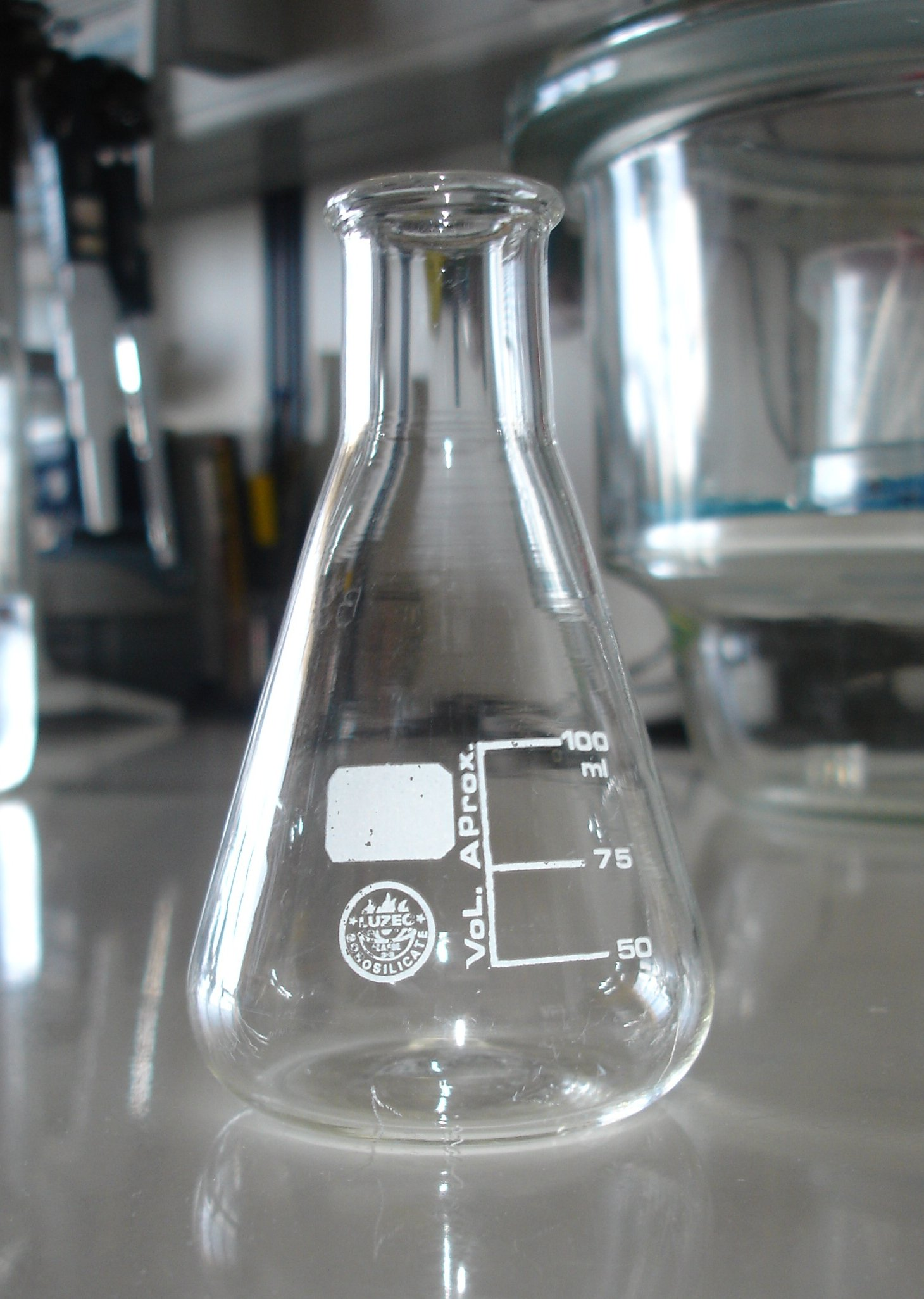
Erlenmeyer flask

En 1860 publicó una descripción del matraz cónico que lleva su nombre. 
Tuvo que dejar su trabajo académico en 1883 por motivos de salud, pero siguió colaborando como asesor. Murió en la ciudad de Aschaffenburg. Su hijo, Friedrich Gustav Carl Emil Erlenmeyer (1864-1921), quien también estudió química, continuó los trabajos de su padre. 

## Contribuciones a la química
- 1861: diseñó y creó el matraz de Erlenmeyer
- 1863: propuso la teoría de la valencia
- 1865: descubrió el ácido isobutírico
- 1866: estableció la fórmula del benceno
- 1867: estableció la fórmula de los ácidos lácticos e hidroacrílicos
- 1874: definió la fórmula del diazonio para las sales diazoicas, aunque había sido establecida independientemente en 1869 por Christian Wilhelm Blomstrand (1826-1897) y en 1871 por Adolf Friedrich Ludwig Strecker (1822-1871).
- 1880: aclaró la estructura de las lactonas.
- 1883: fue el primero en sintetizar la tirosina
- Fue el primero en definir la existencia de enlaces dobles y triples en la química del carbono
- Fue el primero en sintetizar la guanidina, creatina y creatinina
- Estableció la que posteriormente se llamaría Regla de Erlenmeyer (tautomería ceto-enólica)
- Recomendó la utilización del término aromático para hacer referencia a todos los compuestos de propiedades similares al benceno